# Teatro dell'Opera di Roma
Le Teatro dell'Opera di Roma (Théâtre de l'Opéra de Rome) est l'une des plus fameuses scènes lyriques d'Italie.

## Historique
Bâti par l'impresario Domenico Costanzi sur les plans d'Achille Sfondrini, le Théâtre de l'opéra de Rome a ouvert ses portes le 27 novembre 1880, sous le nom de Teatro Costanzi. Il fut placé en 1888, sous la responsabilité de l'éditeur Sonzogno, qui tenta de ravir à La Scala de Milan, contrôlée par l'éditeur Ricordi, sa suprématie, et s'ouvrit aux jeunes compositeurs, notamment Pietro Mascagni, et vit la création entre autres de Cavalleria rusticana et L'amico Fritz, ainsi que Tosca de Giacomo Puccini.  
Le théâtre est acquis par la municipalité de Rome, agrandi et renommé Teatro Reale dell'Opera en 1928, puis en 1946, lorsque l'Italie devient une république, il devient simplement Teatro dell'Opera.
Sa période faste fut pendant les années 1930 et 1940, lorsqu'il eut comme directeur artistique Gino Marinuzzi et Tullio Serafin, et comptait dans sa troupe des chanteurs tels, Beniamino Gigli, Giacomo Lauri-Volpi, Toti Dal Monte, Gina Cigna, Maria Caniglia, Ebe Stignani, etc.
En complément de sa saison annuelle, un festival d'été fut créé aux Thermes de Caracalla en 1937, par le chef Oliviero De Fabritiis.
Sa dernière rénovation remonte à 1960, sur le projet de Marcello Piacentini qui en 1926 avait eu la charge de la première rénovation.

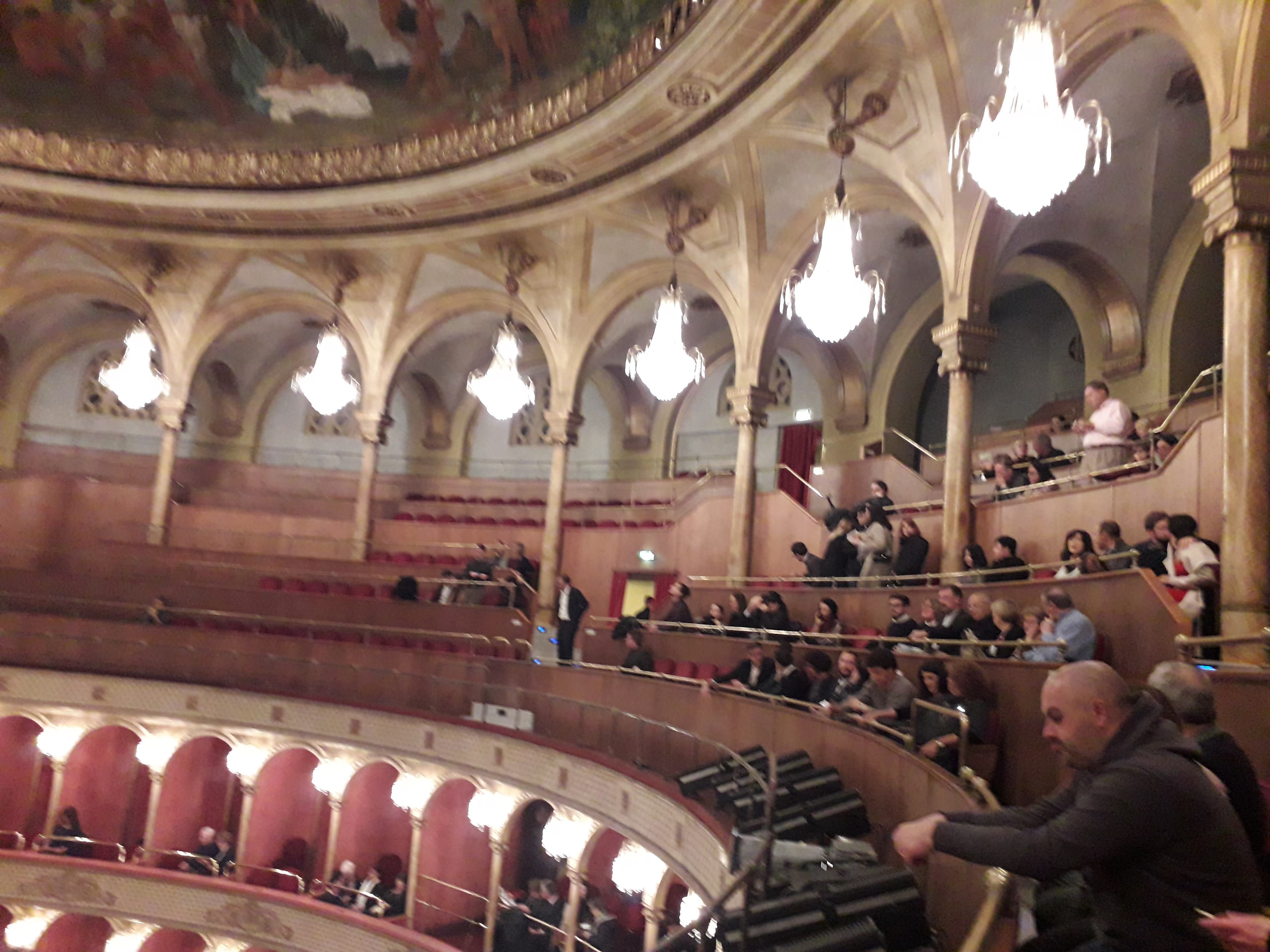
Loges
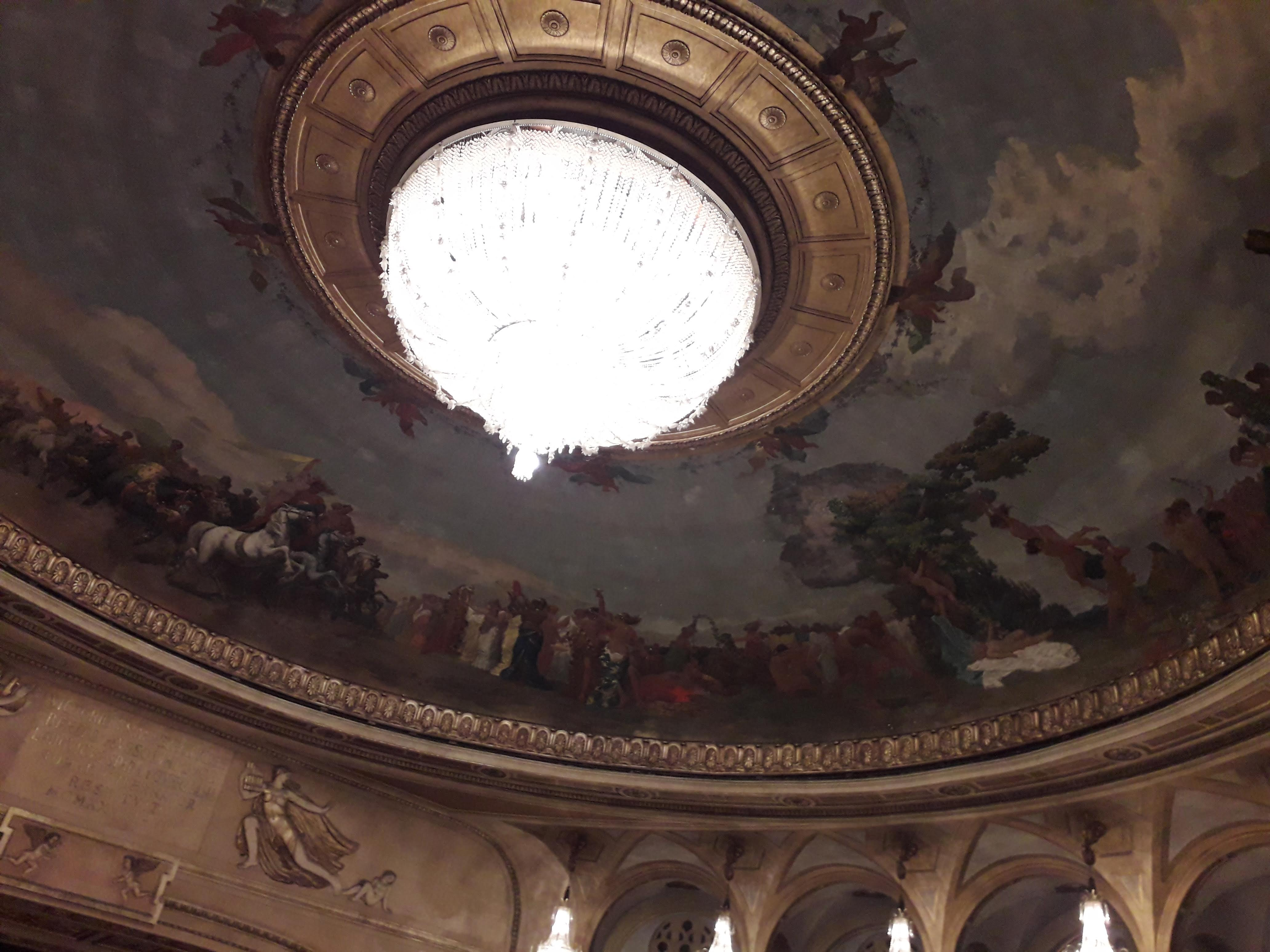
Plafond et lustre
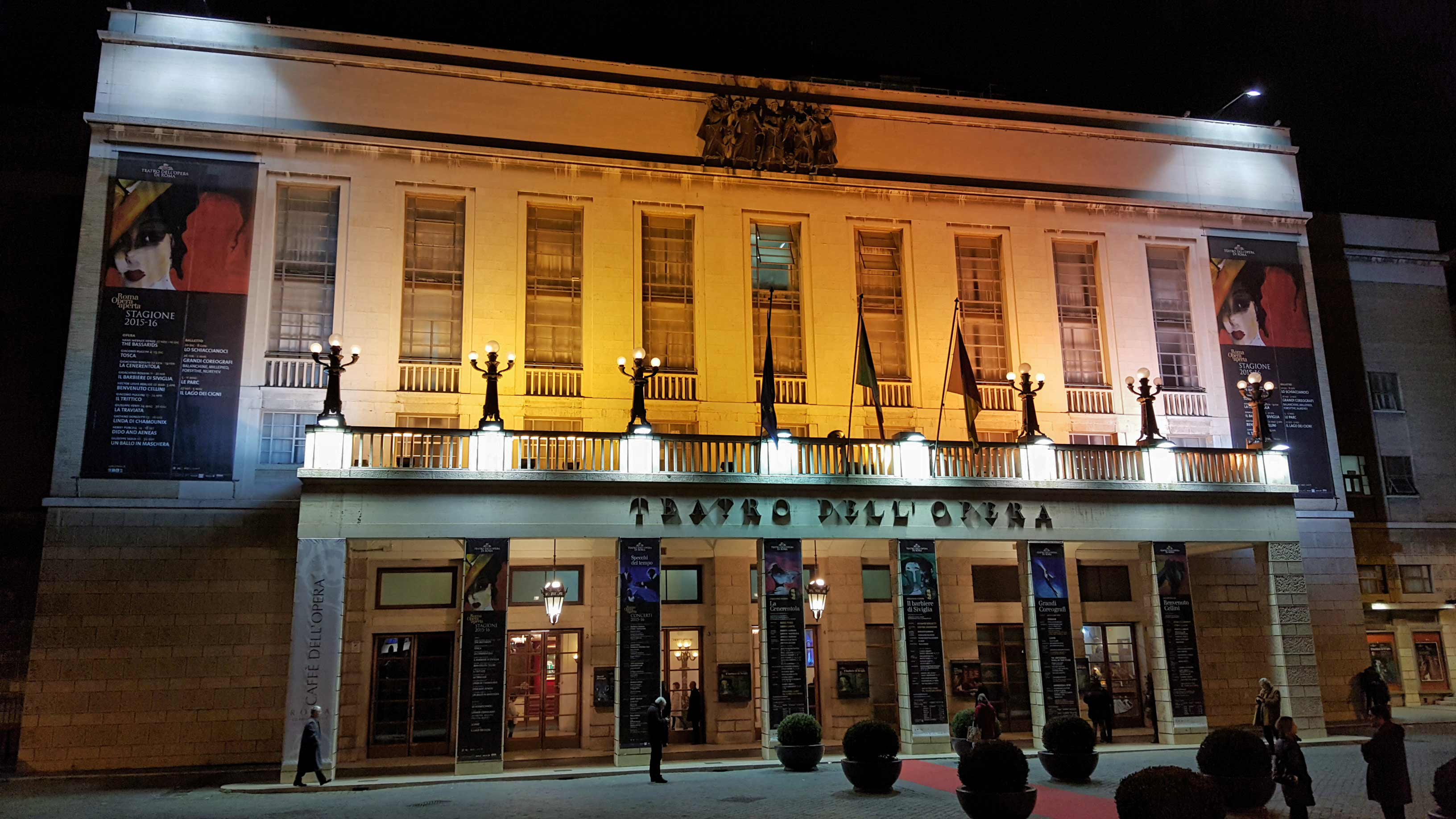

## Sources
- Harold Rosenthal, John Warrack, Roland Mancini et Jean-Jacques Rouveroux, Guide de l'opéra, Paris, Fayard, coll. « Les indispensables de la musique », 1995, 968 p. (ISBN 978-2-213-59567-2)